# Günter Zint

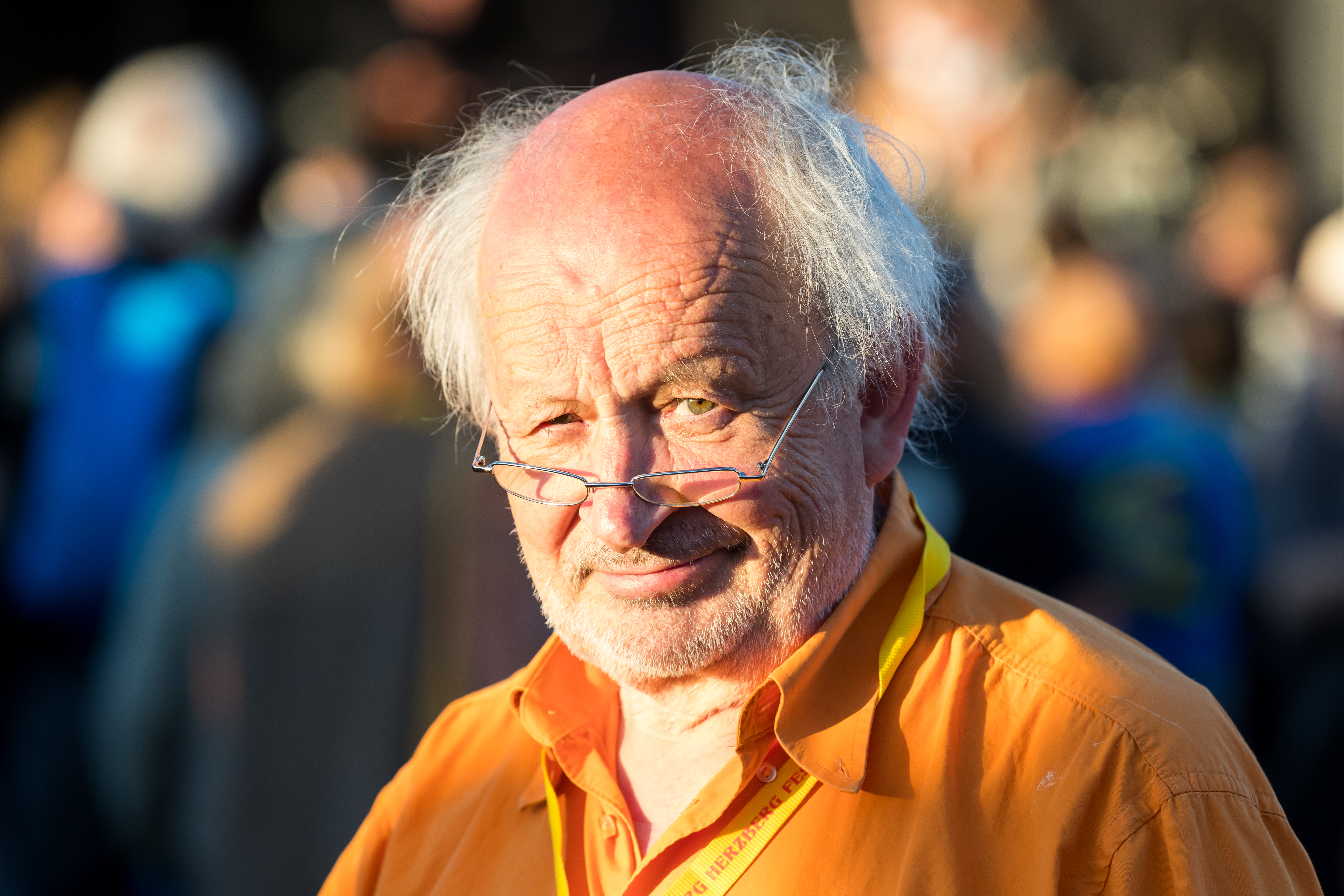
Günter Zint im Juli 2017

Günter Zint (* 27. Juni 1941 in Fulda) ist ein deutscher Fotograf. Ende der 1960er gründete er die St.-Pauli-Nachrichten.

## Leben
1959 begann Zint ein Volontariat bei der Deutschen Presse-Agentur (DPA) in Frankfurt am Main, wo er zum Bildjournalisten und Redakteur ausgebildet wurde.
Anschließend arbeitete er als Reporter für Quick und twen, bevor er 1962 nach Schweden und dann nach England ging. 1964 kehrte er nach Deutschland zurück und ließ sich in Hamburg nieder. 1966 verkaufte er die Haare von John Lennon und die Schere, mit der diese abgeschnitten wurden, an die Bravo und kaufte sich davon einen BMW V8. Lennon drehte für den Film Wie ich den Krieg gewann und musste dafür Haare lassen. Von 1967 bis 1971 arbeitete er fest für das Magazin Der Spiegel und anschließend als freier Pressefotograf. Er wurde bekannt durch seine Fotos im Hamburger Star-Club. Ende der 1960er gründete er die St.-Pauli-Nachrichten, ursprünglich eine linke Boulevardzeitung, für die auch Henryk M. Broder und Stefan Aust schrieben.  Neben weiteren Aufträgen für Stern, Spiegel, konkret sowie Gewerkschafts- und Auslandszeitungen konzentrierte sich Zint immer mehr auf die ihm wichtig gewordenen Schwerpunkte Umwelt, Soziales, Kiez usw. Günter Zint bezeichnet sich selbst als „Gebrauchsfotograf“.
Später wirkte er in der Anti-Atomkraft-Bewegung mit und arbeitete mit dem Journalisten Günter Wallraff zusammen. Seit 1964 trägt er mit seinen Fotos zu Wallraffs Undercover-Reportagen bei. Anfang der 1980er Jahre gründete er zusammen mit den Fotograf/-innen Hinrich Schultze, Marily Stroux, Gaby Schmidt, Jutta Stadach und Inge Kramer die Pan-Foto Agentur zur Verbreitung alternativer Pressefotos GmbH, die auch die Bestände von Zints seit 1966 bestehendem Pan-Foto-Archiv verwaltet. 1999 verließ Zint seinen langjährigen Wohnort Hamburg-Altona und zog in die Gegend von Worpswede. Ab 1982 versuchte er, seine umfangreiche Sammlung von Exponaten, Dokumenten und Fotos zum Hamburger Stadtteil St. Pauli in ein Museum einzubringen, doch zunächst schlugen erfolgversprechende Ansätze immer wieder fehl oder erwiesen sich als schwer finanzierbar. Seit 2005 wird die Sammlung von einem privaten Verein als Sankt-Pauli-Museum getragen, das der Öffentlichkeit einen Teil dieses Materials präsentiert. 2011 zog er mit dem Panfotoarchiv, das über 6 Millionen Fotos von 15 Fotografen enthält, nach Behrste im Landkreis Stade.
Zint ist Mitglied der Deutschen Journalistinnen- und Journalisten-Union in Verdi, Mitglied der Deutschen Gesellschaft für Photographie der Verwertungsgesellschaft Bild-Kunst und Ehrenmitglied im Haus der Pressefreiheit.
Im Jahre 2021 wurde eine Günter-Zint-Stiftung gegründet, die das St.-Pauli-Museum sowie Zints Lebenswerk und die Bestände von Panfoto übernehmen soll. Neben der Hamburger Kulturbehörde haben diverse private Geldgeber, darunter Udo Lindenberg und die J. P. Reemtsma-Stiftung für Wissenschaft und Kultur, Unterstützung zugesagt. Seit Mai 2022 wird die Sammlung digital erfasst und erschlossen. Mit Stand Februar 2024 sind rund 20.000 Bilder erfasst.

## Ausstellungen
Das Bonner Haus der Geschichte zeigte vom 8. Mai 2007 bis April 2008 in seiner U-Bahn-Galerie Bilder des Fotografen. Von August bis Oktober 2007 zeigte das Vonderau Museum in Zints Heimatstadt Fulda die Ausstellung Der Fotograf Günter Zint. Von November 2007 bis Januar 2008 zeigte das Oldenburger Landesmuseum in 160 Fotografien einen Querschnitt durch sein Lebenswerk.
Die Ausstellung Wilde Zeiten wurde vom Haus der Geschichte als Leih-Ausstellung konzipiert. So war sie zum Beispiel von März bis Juli 2011 im Deutschen Panzermuseum Munster und von Juni bis Oktober 2012 auf der Insel Helgoland zu sehen. Im Mai 2013 wurde die Ausstellung Wilde Zeiten in der italienischen Stadt Udine gezeigt. Von Oktober 2016 bis März 2017 war die Ausstellung im Theodor-Heuss-Haus in Stuttgart zu Gast und vom 7. September 2017 bis Ende Februar 2018 im Stadtmuseum Norderstedt, danach vom 19. Mai bis 17. Juni 2018 im Stadtmuseum Oldenburg. Vom 17. Mai bis 27. Juni 2019 wurde die Ausstellung Wilde Zeiten in Zusammenarbeit mit der Kinder-Akademie Fulda gezeigt. Ende Juni bis Anfang Juli 2016 fand eine Ausstellung mit dem Titel 75 Jahre Zintstoff mit vielen Werken von Günter Zint in den Galerieräumen des Fotografen Christian Voigt in der Milchstraße in Hamburg statt. Organisator der Ausstellung war die V like Vintage GmbH. Seit November 2021 ist die Ausstellung „Sankt Pauli Museum“ zu Gast im Schwedenspeicher in Stade. Der Standort Hamburg musste wegen der COVID-19-Pandemie und dem daraus folgenden Konkurs des Trägervereins vorläufig aufgegeben werden. Träger ist seit 2022 die „Stiftung Günter Zint“.

## Werke (Auswahl)
- Atomkraft. Fotodokumente vom „Bürgerdialog“ um Atomenergie. Atelier im Bauernhaus, Fischerhude 1979, ISBN 3-88132-115-2.
- mit Caroline Fetscher: Republik Freies Wendland. Eine Dokumentation. Zweitausendeins, Frankfurt am Main 1980.
- Gegen den Atomstaat. 300 Fotodokumente. Zweitausendeins, Frankfurt am Main 1982.
- mit Günter Handlögten, Inge Kramer: Die weiße Taube flog für immer davon. Ein St.-Pauli-Bilderbuch. Rowohlt, Reinbek bei Hamburg 1984, ISBN 3-499-15292-4.
- mit Inge Kramer: Menschen am Fluß … wie lange noch? Rasch und Röhring, Hamburg 1985, ISBN 3-89136-043-6.
- mit Klaus Martens, Rainer Wick, Jutta Stadach: Große Freiheit 39. Vom Beat zum Bums. Heyne, München 1987, ISBN 3-453-00719-0.
- Begrabt mein Herz an der Auffahrt zur Autobahn. Geschichten, Graffiti, Tramper Blues. Heyne, München 1985, ISBN 3-453-35053-7.
- mit Gaby Schmidt: Umweltschutz-Abenteuer. Aktionen von Greenpeace und Robin Wood. Heyne, München 1985, ISBN 3-453-35044-8.
- Günter Wallraff, Fotos Günter Zint: Ganz unten. Kiepenheuer & Witsch, Köln 1985, ISBN 3-462-01716-0.
- mit Jörg Boström, Hinrich Schultze, Gaby Schmidt, Jutta Stadach: Leichte Schläge … 25 Jahre Fotos. Verlag am Galgenberg, Hamburg 1987, ISBN 3-925387-19-6.
- mit Reimar Paul: Das Wismut Erbe – Geschichte und Folgen des Uranbergbaus in Thüringen und Sachsen. Verlag Die Werkstatt, Göttingen 1991, ISBN 3-923478-55-0.
- ZINTSTOFF. 50 Jahre Deutsche Geschichte. Michael Imhof Verlag, Petersberg 2007, ISBN 978-3-86568-317-5.
- Domenica. Das Fotobuch: »Ich war nicht schön. Ich war schlimmer.« Dölling und Galitz Verlag, ISBN 978-3-86218-016-5.
- Wilde Zeiten: Hamburg-Fotografien von Günter Zint 1965 - 1989. Mit Texten von Tania Kibermanis. Dölling u. Galitz / Junius Verlag, ISBN 978-3-86218-116-2.
- Hamburg meine Perle: Fotografien aus den 1940er, 1950er und 1960er Jahren. Der Wiederaufbau Hamburgs. Emons Verlag, Köln 2017, ISBN 978-3-7408-0230-1.
- ZINTSTOFF 2. 65 Jahre deutsche Geschichte. Michael Imhof Verlag, Petersberg 2019, ISBN 978-3-7319-0917-0.
- Günter Zint Jimi Hendrix in Deutschland. Junius Verlag und Sankt Pauli Museum 2020.